# U.S. Route 95
U.S. Route 95 (ou U.S. Highway 95) é uma autoestrada dos Estados Unidos.
Faz a ligação do Sul para o Norte. A U.S. Route 95 foi construída em 1926 e tem 1 574 milhas (2 553 km).

## Principais ligações
Autoestrada 8 em Yuma

 Autoestrada 10 em Quartzsite

 Autoestrada 40 em Needles

 Autoestrada 15 em Las Vegas

 Autoestrada 80 perto de Reno

 Autoestrada 90 em Coeur d'Alene